# Janusz Wiśniewski (agronom)
Janusz Władysław Wiśniewski – polski agronom, dr hab., profesor zwyczajny i kierownik Katedry Roślin Przemysłowych i Leczniczych Wydziału Agrobioinżynierii Uniwersytetu Przyrodniczego w Lublinie.

## Życiorys
Obronił pracę doktorską, następnie otrzymał stopień doktora habilitowanego. 20 maja 1998 uzyskał tytuł profesora nauk rolniczych. Został zatrudniony na stanowisku profesora zwyczajnego i kierownika w Katedrze Roślin Przemysłowych i Leczniczych na Wydziale Agrobioinżynierii Uniwersytetu Przyrodniczego w Lublinie.
Był prorektorem Uniwersytetu Przyrodniczego w Lublinie.

## Odznaczenia
- Krzyż Kawalerski Orderu Odrodzenia Polski (2001)[3]